# Āqbāl
Āqbāl (persiska: آقبال, Eqbāl) är en ort i Iran.   Den ligger i provinsen Västazarbaijan, i den nordvästra delen av landet, 500 km väster om huvudstaden Teheran. Āqbāl ligger 1 327 meter över havet och antalet invånare är 713.
Terrängen runt Āqbāl är kuperad åt nordost, men åt sydväst är den platt.Runt Āqbāl är det ganska glesbefolkat, med 47 invånare per kvadratkilometer. Närmaste större samhälle är باروق, 8,8 km norr om Āqbāl. Trakten runt Āqbāl består i huvudsak av gräsmarker.